# Râul Valea Morii, Valea Aurului
Râul Valea Morii este un curs de apă, afluent al râului Valea Aurului. 

## Hărți
- Harta județului Bistrița